# Tramwaje w Pskowie
Tramwaje w Pskowie − zlikwidowany system komunikacji tramwajowej w rosyjskim mieście Psków, działający w latach 1909–1944.

## Historia
Tramwaje w Pskowie otwarto 1 listopada 1909 jako tramwaje konne o szerokości toru 1000 mm na trasie o długości 4,2 km. Tramwaje elektryczne w Pskowie uruchomiono 9 stycznia 1912. Tramwaje kursowały po torze o szerokości 1524 mm i zastąpiły tramwaje konne w 1912. W 1936 liczba linii wynosiła 4. W 1940 długość linii osiągnęła długość 11 km. W czasie II wojny światowej w lipcu 1941 tramwaje zostały zniszczone i ruch został wstrzymany. Oficjalnie system został zlikwidowany we wrześniu 1944. 

## Tabor
Do obsługi linii tramwaju konnego posiadano 6 wagonów. Do obsługi sieci tramwajów elektrycznych posiadano tramwaje typu H (wagony silnikowe) i M (wagony doczepne) oraz starsze z 1911 i 1913. Wszystkie tramwaje zezłomowano w 1941. 